# 局部系統
在數學中，局部系統或稱局部係數是源於代數拓撲的一種觀念，它是常係數的同調或上同調理論的推廣。這個觀念也能應用於代數幾何 。
用層論的語言來講，局部系統是局部上同構於常數層的阿貝爾群層。若此層整體來看也同構於常數層，則就回到了傳統的常係數層上同調理論。例子包括了帶有平坦聯絡的向量叢，基本群的線性表示則給出了局部同構於向量空間常數層的局部系統。